# Jeff Ament
Pour les articles homonymes, voir Ament (homonymie).
 (août 2018).
Si vous disposez d'ouvrages ou d'articles de référence ou si vous connaissez des sites web de qualité traitant du thème abordé ici, merci de compléter l'article en donnant les références utiles à sa vérifiabilité et en les liant à la section « Notes et références ».
Jeffrey Allen Ament (né le 10 mars 1963 à Havre, Montana), est un bassiste de rock américain et, avec Stone Gossard et Mike McCready, un des membres fondateurs de Pearl Jam. Jeff est un bassiste de renom, et est particulièrement connu pour son travail avec la basse fretless et la contrebasse. Ament est aussi connu pour son travail avant Pearl Jam notamment dans les groupes Green River et Mother Love Bone. En 2008, il a sorti son premier album solo, Tone

## Biographie

### Jeunesse
Jeff Ament est né à Havre, Montana et grandit à Big Sandy, Montana un petit village de 700 habitants. Son père était le maire de Big Sandy depuis 15 ans mais aussi un chauffeur de bus. Ament a grandi dans un milieu assez pauvre et ses parents étaient de fervents catholiques. Jeff a un frère qui s'appelle Barry.
Il a commencé à jouer de la basse dès qu'il fut un adolescent en jouant sur des enregistrements de The Police, The Clash et Ramones. Ament a fait du basket-ball, du Football Américain, et de l'athlétisme au lycée de Big Sandy. Il entra à l'université du Montana à Missoula où il a étudié les arts. Se lassant de ces études, Ament décida de quitter l'université à la moitié de son parcours universitaire. Il a alors emménagé à Seattle en 1983 avec son premier groupe Deranged Dicton. Pendant les années où il vécut à Seattle, il a trouvé un emploi dans un café à Belltown.

### Green River
Jeff Ament a été invité à rejoindre le groupe Green River avec le chanteur Mark Arm, le batteur Alex Vincent et les guitaristes Stone Gossard et Steve Turner. Alors que le groupe allait enregistrer son premier album, Turner décida de quitter le groupe, ce qui dégouta Ament et Gossard. Pour combler le vide, Ament demanda à Bruce Fairweather, un membre du groupe Deranged Dicton de rejoindre Green River, Bruce accepta de suite.
Le groupe a réalisé son premier EP Come On Down en 1985 suivi d'un second deux années plus tard, en 1987 dont le nom est Dry As a Bone enregistré au Sub Pop. Green River a réalisé son premier album Rehab Doll en 1988. Cependant, pendant l'enregistrement, des tensions sont nées au sein du groupe. Ament et Gossard avaient développé un style différent qui ne plaisait pas à Mark Arm donc chacun travaillait de son côté. De plus, Gossard et Ament voulaient poursuivre dans un label, pendant que Arm de son côté voulait rester indépendant, d'un point de vue musical. Ament était, en quelque sorte, jaloux des autres membres, car ces derniers ne devaient pas travailler pour payer leur loyer, leurs parents s'en chargeaient, mais Ament avait donc trouvé cet emploi dans un café car ses parents ne pouvaient pas assurer le loyer. Les tensions entre, d'un côté, Ament et Gossard, de l'autre, Arm, ont conduit à la dissolution du groupe qui s'était taillé une bonne réputation dans Seattle qui fut souvent considéré comme le premier groupe grunge.

### Mother Love Bone
Juste après la dissolution de Green River, Ament, Gossard et Fairweather fondèrent un autre groupe du nom de Mother Love Bone en 1988. Andrew Wood était le chanteur du groupe et Greg Gilmore le batteur. Le groupe travailla sur les enregistrements se sont fait connaître localement, fin 1988, il est considéré, à l'époque, comme le groupe de Seattle ayant le plus grand avenir.
Début 1989, le groupe enregistra leur premier album Apple dont la sortie était planifiée pour mars 1990. Le dernier jour avant la sortie de l'album, Andrew Wood est mort à la suite d'une surdose d'héroïne après quelques jours passés à l'hôpital. Cette mort marqua la fin du groupe. Un hommage sera rendu à Andrew par le projet Temple of the Dog, album sur lequel Jeff Ament et Stone Gossard rencontrèrent Mike McCready et Eddie Vedder, annonçant les premiers pas de Pearl Jam.

### Three Fish
Le groupe Three Fish est créé en 1994, en parallèle de Pearl Jam, Jeff Ament s'est associé avec Robbi Robb (guitare et chant, Tribe After Tribe) et Richard Stuverud (Batteur des Fastback). Le premier album est nommé "Three Fish", et sort le 11 juin 1996. L'album combine la musique rock avec la musique mystico-orientale. L'album sera bien reçu par la critique[réf. souhaitée]. Le groupe se sépare, puis se reforme pour la sortie, le 1er juin 1999, de son deuxième projet "The Quiet Table". De même que pour le premier opus, les critiques restent élogieuses[réf. souhaitée].